# Vallenar
Vallenar – miasto i gmina w regionie Atakama w Chile, stolica prowincji Huasco. Leży w dolinie rzeki Huasco. W 2017 gminę zamieszkiwało 51 719 mieszkańców, z czego na samo miasto przypadało 46 019 osób. Głównym zajęciem ludności Vallenar jest rolnictwo i górnictwo.
Vallenar zostało założone pod nazwą San Ambrosio de Ballenary przez Irlandczyka Ambrose’a O’Higginsa w 1789.

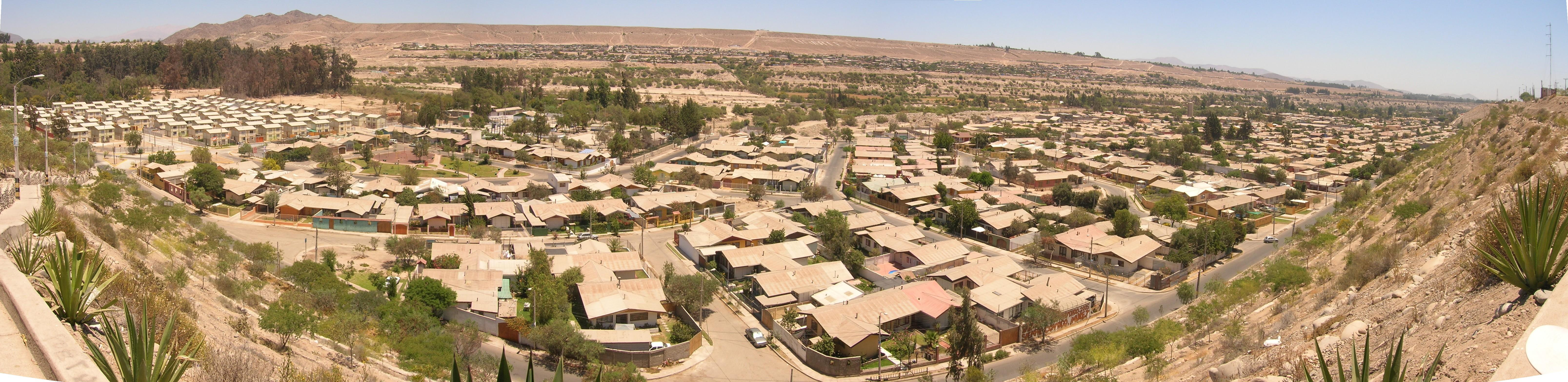
Panorama Vallenar

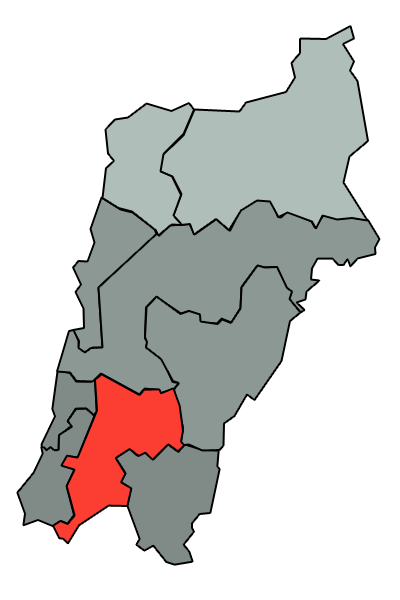
Położenie gminy Vallenar w regionie Atakama